# M.F. Horn 2
M.F. Horn 2 is een studioalbum van Maynard Ferguson met zijn toenmalige bigband. Hij liet voor dit album, ook weer opgenomen in de Landsowne Studio, arrangementen schrijven van een aantal liedjes uit de popmuziek en jazz. In de heruitgave van BGO Records meldde de muziekproducent van destijds, Keith Mansfield, dat op dit album overdubs nodig waren. De trompettisten waren wel goed, maar konden in de hoogste registers niet de kracht vertonen die Ferguson had. Ferguson was als high blower gespecialiseerd in die registers.

## Musici
- trompet, flügelhorn, ventieltrombone – Maynard Ferguson
- trompet: John Donnelly, Martin Drover, Alan Downey, Mike Bailey, Bud Parks
- trombone: Billy Graham, Adrian Drover, Norman Fripp, Derek Wadsworth
- saxofoons: Jeff Daly, Brian Smith, Bob Sydor, Bob Watson, Stan Robinson
- slagwerk: Randy Jones
- contrabas, basgitaar – Dave Lynane
- toetsinstrumenten: Pete Jackson
- Percussie: Ray Cooper, Harold Fisher

Vergelijkbaar met The world of Maynard Ferguson is ook hier de percussionist degene met de meeste credits op zijn naam. Ray Cooper, hij speelde met bijvoorbeeld Blue Mink, Elton John, Carly Simon etc. etc.

## Muziek
| Nr. | Titel                                                      | Duur |
| --- | ---------------------------------------------------------- | ---- |
| 1.  | Give it one (Downey, Ferguson)                             | 3:30 |
| 2.  | Country Road (Taylor)                                      | 4:39 |
| 3.  | Theme from Shaft (Isaac Hayes)                             | 4:56 |
| 4.  | The summer knows/Theme for “Summer of 42” (Michel Legrand) | 4:05 |
| 5.  | Mother (John Lennon)                                       | 5:46 |
| 6.  | Spinning wheel (David Clayton-Thomas)                      | 4:24 |
| 7.  | Free wheeler (Kenny Wheeler)                               | 6:56 |
| 8.  | Hey Jude (John Lennon, Paul McCartney)                     | 7:31 |

In Hey Jude wordt gezongen door de bigbandleden. 